# Parvoscincus luzonense
Parvoscincus luzonense е вид влечуго от семейство Сцинкови (Scincidae). Видът е почти застрашен от изчезване.

## Разпространение и местообитание
Разпространен е във Филипини.
Обитава гористи местности, планини и възвишения.

## Описание
Популацията на вида е намаляваща.